# Zlatko Topčić
Zlatko Topčić (n. 30 aprilie 1955, Sarajevo, Republica Socialistă Bosnia și Herțegovina, RSF Iugoslavia) este un scenarist, dramaturg și romancier bosniac. A scris scenariile mai multor filme, printre care: Remake, Ostavljeni sau documentarul Cudo u Bosni; piese de teatru: Time Out, Nu-mi plac zilele de luni (Ne volim ponedjeljak), Refugiați; romane: Cuvântul final (Završna riječ), Dagmar, Coșmar (Košmar).
Lucrările lui Topčić au fost traduse în mai multe limbi: engleză, germană, franceză, italiană, cehă, turcă, poloneză, suedeză, slovenă, bulgară, macedoneană, albaneză și au fost incluse în mai multe antologii bosniace și internaționale.
Este membru al Asociației Scriitorilor din Bosnia și Herțegovina, al Centrului PEN International din Bosnia și Herțegovina, al Asociației Cineaștilor din Bosnia și Herțegovina, Asociației Internaționale a Scenariștilor (International Screenwriter Association), Asociației Scenaristilor Americani (American Screenwriters Association), Organizației Concordia (Concordia Summit) și al Institutului Regal pentru Afaceri Internaționale (Chatham House).
În 2004, a fost inclus pe lista anuală Who's Who in the World a revistei americane Marquis Who's Who, listă care conține numele celor mai influenți 100 de oameni din lume.

## Viața timpurie și familia
Topčić s-a născut la Sarajevo la 30 aprilie 1955. Tatăl său, Zaim Topčić (1920–1990), a fost de asemenea scriitor. Mama sa, Naila (1925-2002), a fost membră a familiei Selimić; bunicul ei era Zaim-beg Selimić, consilier municipal, latifundiar, binefăcător și filantrop, care a fost proprietarul cascadei Kravica.
Topčić a absolvit facultatea de drept a Universității din Sarajevo. La vârsta de 17 ani, sub pseudonimul Gold Taucher, Topčić a început să scrie romane de crimă și nuvele, care au fost vândute în peste zece milioane de exemplare.

## Carieră

### Teatru
Topčić a scris peste patruzeci de piese de teatru, inclusiv Žaba (Broasca), care a fost adaptată într-un film în 2017 și Helverova noć, cea mai premiată piesă la nivel internațional din istoria teatrului bosniac. El este singurul autor care a câștigat de trei ori premiul BZK Preporod pentru cel mai bun text dramatic, pentru dramele Bare Skin (2006), Krokodil Lacoste (2010) și Nobody's and Everyone's (2017).
Printre piesele lui Topčić, care au fost puse în scenă în teatrele bosniace și internaționale, se numără Kolaps (1986), Kako Musa dere jarca (1993), Kulin ban (1995), Refugees (1999), Plaža hotel (2000), Time Out ( 2002), comedia Glavom kroz zid (2004), monodrama Pomilovanje traži Radivoje, Radivojev sin (2006), Sretna nova 1994! (2006), Gola koža (2007), Ne volim ponedjeljak (2009; în regia lui Christian Papke) sau Krokodil Lacoste (2011). Ne volim ponedjeljak (2009) a câștigat prestigiosul premiu al Centrului PEN International Austria. În 2010, drama a fost publicată în limba germană de Centrului PEN International Austria din Viena și a fost tipărită în peste unsprezece mii de exemplare.
Piesa sa Time Out (2002; în regia lui James P. Mirrione) a avut premiera în limba engleză la Londra la Gate Theatre. cu turnee la Riverside Studios, West Yorkshire Playhouse din Leeds, Royal Armories Museum, Powerhouse 1 și Bretton Hall. De asemenea, a fost jucată în Statele Unite (în New York City în teatrul Broadway), Austria (în Viena) și Polonia (în Varșovia). 

### Scenarii
Topčić a scris scenariile pentru filmul TV Kolaps (1985) și patru filme documentare: U najboljim godinama (1994), Čudo u Bosni (1995), Odazivam Ti se, Bože (1996) și Krv i mošus (1997). De asemenea, a scris scenariile filmelor Remake (2003) și The Abandoned (Ostavljeni, 2010). Scenariul său pentru filmul Remake, publicat ca o carte în 2002, a fost premiat într-un concurs al Ministerului Culturii și a câștigat Premiul Asociației Cineaștilor din Bosnia și Herțegovina pentru cel mai bun scenariu original (1999). Scenariul său pentru filmul Ostavljeni (titlu de lucru: Gola koža) a fost câștigător (din 91 de participanți) la prima ediție a CineLink desfășurată în cadrul celui de-al 9-lea Festival de Film de la Sarajevo (2003) și a câștigat Premiul pentru cel mai bun scenariu la Festivalul de Film de la Hollywood din 2011. 
Filmele sale au fost proiectate la numeroase festivaluri internaționale de film, inclusiv: Festivalul Internațional de Film de la Cannes, Festivalul de Film de la Veneția, Festivalul Internațional de Film de la Berlin, Festivalul Internațional de Film de la Rotterdam, Festivalul Internațional de Film de la Karlovy Vary, Festivalul Internațional de Film de la Toronto, Festivalul Internațional de Film de la Locarno, Festivalul Internațional de Film de la Toronto, Festivalul de Film de la New York, Festivalul de Film de la Los Angeles, Festivalul de Film de la Hollywood, Festivalul Internațional de Film  Documentar de la Amsterdam, Festivalul internațional de film Transilvania (Ostavljeni) și multe altele.

### Ficțiune
A publicat colecțiile de povestiri: Životno pitanje (1981), Fantastične priče (Povestiri fantastice, 1989), Ptica iz drugog jata / A Bird From Another Flock (ediție bilingvă; 1995), Bogumilske legende (1997) și Izabrane priče (Povestiri alese, 2000); romane precum Čovjek niotkud, (1986), Kulin (1994), Košmar (Coșmar, 1997), Gola koža (2004), Safet Sušić (2007), Završna riječ (2011), Dagmar (2013), zavrsna.rijec@dagmar (2017), Uvertira (2018) și 28. 6. 1914 (28 iunie 1914, 2019).
Povestea Scrisoare de dragoste din prima sa carte (Životno pitanje) a fost inclusă într-o antologie bosniacă de nuvele, tradusă în engleză; aceasta a apărut după Războiul Bosniac.
În 1998 a câștigat prestigiosul Premiu Anual al Asociației Scriitorilor din Bosnia și Herțegovina pentru romanul său Košmar (1997), care a fost tradus în turcă (Saray Bosna da kabus, Gendas, Istanbul, 1998) și slovenă (Mora, Založba Goga, Novo Mesto, 2003). În 2014 a câștigat același premiu pentru romanul Dagmar (2013) și a devenit unul dintre puținii scriitori care au câștigat de două ori acest premiu (tatăl său Zaim Topčić a câștigat, de asemenea, de două ori acest premiu).
Romanul lui Topčić Završna riječ (2011) a primit Premiul Hasan Kaimija pentru cea mai bună carte publicată în 2011 și 2012 și Premiul Skender Kulenović pentru cea mai bună carte publicată în 2011. Romanul a fost tradus în franceză (ca Le mot de la fin, ediția M.E.O., Bruxelles, 2016) și a ajuns pe primul loc pe listele bestseller-urilor internaționale ale BookDaily și Goodreads în 2017; a fost primul roman din Europa de Sud-Est care a apărut în aceste liste.
Dagmar, romanul său din 2013, a câștigat Premiul Fra Grgo Martić pentru cea mai bună carte de ficțiune publicată în 2013. A fost tradus în limba cehă în 2017 și a apărut la editura For Prague.

### Alte lucrări
Topčić a fost fondatorul și redactorul șef al revistei de literatură Letter și organizatorul panoramei povestirilor despre războiul bosniac, panoramă în limba engleză intitulată Forgotten Country (1997), precum și al unei antologii a membrilor Asociației Scriitorilor din Bosnia și Herțegovina intitulată The Best Of (2000).
A fost membru al consiliului de administrație al Fundației pentru o Societate Deschisă din Bosnia și Herțegovina - Fundația Soros, a contribuit la proiecte UNESCO și este fondatorul Premiului Bosniac Tombstone și al Premiului Nedžad Ibrišimović. Este unul dintre fondatorii Asociației Scriitorilor din Bosnia și Herțegovina, din 1993 până în 2001 primul secretar general și din 2006 până în 2010 membru al consiliului de administrație. Din 2001 până în 2011 a fost director și director artistic al Teatrului de Cameră 55.
Topčić a făcut selecția spectacolelor experimentale internaționale care au apărut în cadrul Festivalului Internațional de Teatru MESS din Sarajevo, a fost președinte și membru al mai multor jurii, printre altele, a fost membru al juriului Fundației pentru Cinematografie de finanțare a proiectelor de film. Din 2013 până în 2016 a fost director general al TVSA (Televizija Kantona Sarajevo). Din  2016, Zlatko Topčić a fost director al Bibliotecii din Sarajevo. A fost membru al Comisiei pentru artiștii liberi din Bosnia și Herțegovina, președinte al Consiliului de Arte al Teatrului Național din Sarajevo din 2015 până în 2019 și este membru al Consiliului Director al Radio-televiziunii din Bosnia și Herțegovina din 2019.

## Viață personală
În perioada războiului bosniac, Topčić a locuit la Sarajevo. A fost blocat în Grbavica (cartier al orașului Sarajevo) în 1993. Cu cincizeci de ani în urmă (1943), tatăl său Zaim Topčić (1920-1990) a fost închis în lagărul de concentrare Jasenovac în timpul celui de-al doilea război mondial, deoarece era comunist. Despre aceste evenimente, el a compus scenariul pentru filmul bosniac din 2003 Remake.

## Citate
„Războiul este război. Peste tot este greu și sângeros, dar Peninsula Balcanică își pune amprenta cu culoarea și pasiunea sa. Cineva s-a nimerit să fie de partea dreptății. Dar, doamnă, nu vă faceți griji: nu este atât de departe ziua în care ambele părți vor ajunge să fie la fel și când nu se va ști care parte a poveștii a avut dreptate”.  

— În romanul Čovjek niotkud (Un om de nicăieri, 1986)

## Filmografie
| An   | Titlu                       | Scenarist | Producător | Regizor | Compozitor |
| ---- | --------------------------- | --------- | ---------- | ------- | ---------- |
| 1985 | Kolaps (TV)                 | Da        | Da         | Da      | Nu         |
| 1994 | U najboljim godinama (doc.) | Da        | Da         | Da      | Da         |
| 1995 | Cudo u Bosni (doc.)         | Da        | Da         | Nu      | Nu         |
| 1996 | Odazivam Ti se, Bože (doc.) | Da        | Da         | Da      | Da         |
| 1997 | Krv i mošus (doc.)          | Da        | Da         | Da      | Da         |
| 2003 | Remake                      | Da        | Nu         | Nu      | Nu         |
| 2010 | Ostavljeni                  | Da        | Nu         | Nu      | Nu         |

## Piese de teatru
- Kolaps, 1986.
- Kako Musa dere jarca, 1993.
- Kulin ban, 1995.
- Refugees, 1999.
- Plaža hotel, 2000.
- Time Out, 2002.
- Glavom kroz zid, 2004.
- Pomilovanje traži Radivoje, Radivojev sin, 2006.
- Sretna nova 1994!, 2006.
- Ne volim ponedjeljak, 2009.
- Krokodil Lacoste, 2011.
- Puzzle opera, 2020.

## Teatru radiofonic
- Sretna novogodišnja noć, 1977.
- Intervju, 1978.
- Vanredna situacija, 1987.
- Hodati na vrhovima prstiju, 1988.
- Čezare Lombrozo, 1989.
- Kulin, 1990.
- Listerova mašina, 1991.
- Kako Musa dere jarca , 1992.
- Stanislavski bi bio zadovoljan, 2007.

### Colecții de povestiri
- Životno pitanje, 1981.
- Fantastične priče, 1989.
- Ptica iz drugog jata / A Bird From Another Flock, 1995.
- Bogumilske legende, 1997.
- Izabrane priče, 2000.

### Romane
- Čovjek niotkud, 1986.
- Kulin, 1994.
- Košmar, 1997, 1998, 2000 și 2004.
- Gola koža, 2004.
- Safet Sušić – Pape - roman biografic Safeta Sušića, 2007.
- Završna riječ, 2011.
- Dagmar, 2013.
- zavrsna.rijec@dagmar, 2017.
- Uvertira, 2018.
- 28. 6. 1914., 2019.

### Cărți cu piese de teatru dramatice
- Kolaps, 1988.
- Drame, 1995.
- Refugees, 1999.
- Time Out, 2001.
- Osam komada, 2005.
- Gola koža, 2007.
- I Don't Like Mondays, 2010.
- Krokodil Lacoste / Silvertown, 2016.
- Gnjevni ljudi, 2016.
- Ničiji i svačiji, 2019.

## Premii
- Premiul la un concurs anonim al Radio Sarajevo pentru piesa de teatru radiofonic Interviu, 1978
- Premiul la un concurs anonim al Radio Sarajevo pentru piesa de teatru radiofonic Situație de urgență, 1987
- Premiul anual al Asociației Scriitorilor din Bosnia și Herțegovina pentru cea mai bună carte publicată în 1997 pentru romanul Coșmar, 1998
- Premiul Asociația Cineaștilor din Bosnia și Herțegovina pentru scenariu A Man From Nowhere (Remake), 1999
- Premiul Ministerului Culturii pentru scenariu Remake, 1999
- Premiul Ministerului Culturii pentru drama Time Out, 2000
- Premiul CineLink (Sarajevo Film Festival) pentru scenariu Bare Skin (Ostavljeni), 2003
- Premiul revistei TmačaArt pentru cea mai bună dramă Head-On, 2004
- Premiul revistei TmačaArt pentru cea mai bună dramă Happy New 1994!, 2004
- Premiul pentru cel mai bun text dramatic la Festivalul Teatrelor Bosniaco-Herțegoviniene pentru drama Head-On, 2004
- Premiul BZK Preporod pentru cel mai bun text dramatic Bare Skin, 2006
- Premiul la un concurs anonim al Radio Sarajevo pentru drama radiofonică Stanislavski ar fi mulțumit, 2007
- Premiul pentru cel mai bun text contemporan la Theatre Games pentru drama Happy New 1994!, 2007
- Premiul PEN Austria pentru drama Ne volim ponedjeljak, 2009
- Premiul BZK Preporod pentru cel mai bun text dramatic Krokodil Lacoste / Silvertown, 2010
- Premiul pentru cel mai bun text contemporan la Theatre Games pentru drama Krokodil Lacoste / Silvertown, 2011
- Premiul pentru cel mai bun scenariu la Festivalul Internațional de Film Transilvania pentru Ostavljeni, 2011
- Premiul pentru cel mai bun scenariu la Festivalul de film din Carpații de Aur pentru Ostavljeni 2011 [49]
- Premiul pentru cel mai bun scenariu la Festivalul de film de la Hollywood pentru Ostavljeni, 2011
- Premiul Skender Kulenović pentru cea mai bună carte publicată în 2011 pentru romanul Završna riječ, 2012
- Premiul Hasan Kaimija pentru cea mai bună carte publicată în 2011 și 2012 pentru romanul Završna riječ, 2012
- Premiul Fra Grgo Martić pentru cea mai bună carte de ficțiune publicată în 2013 pentru romanul Dagmar, 2013
- Premiul anual al Asociației Scriitorilor din Bosnia și Herțegovina pentru cea mai bună carte publicată în 2013 pentru romanul Dagmar, 2014
- Premiul BZK Preporod pentru cel mai bun text dramatic Nimeni și toată lumea, 2017